# Buick Caballero
Pour les articles homonymes, voir Caballero.
L’appellation Buick Caballero fut donnée à la version break sans montants centraux (hardtop) de la Buick Century de 1957 et 1958.